# The Sickness
The Sickness (La enfermedad en español) es el primer álbum de estudio de la banda de heavy metal Disturbed, que fue lanzado el 7 de marzo de 2000, alcanzando a vender 4 millones de copias solo en Estados Unidos.
La canción más popular de este álbum es Down With The Sickness, compuesta por David Draiman y Dan Donegan.
En este álbum la banda toca de manera más agresiva en canciones como Down with the Sickness y combinando metal, hip-hop y electrónica como se observa en Stupify, Meaning of Life y The Game.
Todo el álbum fue compuesto por David Draiman, Dan Donegan, Michael Peackles, Steve Kmak y Mike Wengren excepto su versión de la canción Shout original de la banda de new wave Tears for Fears. Gracias al éxito de este disco fueron incluidos en el Ozzfest del 2001.
En la reedición del álbum en 2010, fueron incluidas las canciones "God of the Mind" y "A Welcome Burden" que habían sido lanzado anteriormente como lados B.

## Lista de canciones
Todas las canciones son escritas y compuestas por Disturbed, excepto donde se aclare: 

| N.º | Título                                    | Duración |  |
| 1.  | «Voices»                                  | 3:11     |  |
| 2.  | «The Game»                                | 3:46     |  |
| 3.  | «Stupify»                                 | 4:02     |  |
| 4.  | «Down with the Sickness»                  | 4:38     |  |
| 5.  | «Violence Fetish»                         | 3:32     |  |
| 6.  | «Fear»                                    | 3:46     |  |
| 7.  | «Numb»                                    | 3:44     |  |
| 8.  | «Want»                                    | 3:52     |  |
| 9.  | «Conflict»                                | 4:35     |  |
| 10. | «Shout 2000 (canción de Tears for Fears)» | 4:17     |  |
| 11. | «Droppin' Plates»                         | 3:48     |  |
| 12. | «Meaning of Life»                         | 4:01     |  |

La canción "Stupify" actualmente tiene una duración de 4:07, pero al saltarse el tema o al rippear la canción se produce un aumento en su duración, que pasa a 4:33. Esto sucede ya que hay 0:26 segundos ocultos de trabajos fuera de grabación posteriormente añadidos -de tipo instrumental- entre las pistas 3 y 4 que solamente pueden ser escuchadas al reembobinar/retroceder/sonar y correr el audio pausadamente. Esto a su vez es una muestra de los acordes de guitarra del siguiente tema, "Down with the Sickness".

## Posición del álbum en diferentes listados
Álbum
| Año  | Chart                     | Mejor posición |
| ---- | ------------------------- | -------------- |
| 2000 | US Top Heatseekers        | 3              |
| 2000 | US Billboard 200          | 29             |
| 2001 | UK Albums Chart           | 102            |
| 2002 | US Catalog Albums Chart   | 1              |
| 2008 | Australian Albums Chart   | 30             |
| 2008 | US Hard Rock Albums Chart | 25             |
| 2010 | Greece Albums Chart       | 5              |

### Sencillos
| Year | Song                     | Chart                      | Peak position |
| ---- | ------------------------ | -------------------------- | ------------- |
| 2000 | "Stupify"                | Hot Mainstream Rock Tracks | 12            |
| 2000 | "Stupify"                | Alternative Songs          | 10            |
| 2001 | "Down with the Sickness" | Hot Mainstream Rock Tracks | 5             |
| 2001 | "Down with the Sickness" | Alternative Songs          | 8             |
| 2006 | "Down with the Sickness" | Hot Ringtones              | 2             |
| 2000 | "Voices"                 | Mainstream Rock Tracks     | 16            |
| 2000 | "Voices"                 | Alternative Songs          | 18            |
| 2001 | "Voices"                 | UK Singles Chart           | 52            |
| 2002 | "The Game"               | Hot Mainstream Rock Tracks | 34            |

### Certificaciones
| País           | Certificación |
| -------------- | ------------- |
| Australia      | Platino       |
| Canadá         | Platino       |
| Reino Unido    | Plata         |
| Estados Unidos | 4x Platino    |